# 德里安娜·瑞德瑪克
德里安娜·瑞德瑪克（荷蘭語：Deliana Rademakers，1923年—1942年），是一位荷蘭籍的耶和華見證人信徒，她在二次世界大戰末期被監禁在奧斯維辛集中營，並被認為是猶太大屠殺的受難者之一。
1942年，德里安娜被送入集中營，並據信在抵達後三周內離世。在獄中，她寫了封給家人的信；在信中，她寫道：「我許諾（此生）惟耶和華之意為歸依……（弟兄姊妹們）別害怕，要鼓起勇氣，耶和華與我們同在。」
今日，在奧斯威辛－伯肯諾納粹集中營紀念館的肖像集之中可以見到她的照片；該照片被分類於「其他族群」及「女性被監禁者」群集之中。此外，該紀念館亦曾特地為耶和華見證人受難者舉辦「為信念而被監禁：耶和華見證人與納粹政權」展覽。

## 外部連結
- 奧斯威辛－伯肯諾納粹集中營紀念館 （页面存档备份，存于）（英文）
- 荷蘭奧斯威辛委員會 （页面存档备份，存于）（荷兰文）
- Lila Winkel in Ravensbrück – Zeugen Jehovas - jwhistory.net （页面存档备份，存于）（德文）